# Lijst van staatshoofden van Vietnam
Dit artikel geeft een Lijst van staatshoofden van Vietnam.

## Beknopt overzicht
| 1859      | Franse bezetting van Saigon (Ho Chi Minhstad) |
| 1862      | Zuid-Vietnam (Cochin-China) wordt een Frans protectoraat |
| 1883      | Annam en Tonkin worden Franse protectoraten |
| 1887      | Formatie van de Unie van Indochina (Annam, Tonkin, Cochinchina, Cambodja en Laos (deze laatste vanaf 1893))                                                               |
| 1940-1945 | Het Franse bestuur over Indochina is op de hand van het Vichy-regime |
| 1945      | maart-augustus: Japanse bezetting van Indochina |
| 1945      | juni: Keizerrijk Vietnam (=Vietnam) |
| 1945      | augustus: Opheffing keizerrijk van Annam |
| 1945      | september: Democratische Republiek van Vietnam (DRV) roept de onafhankelijkheid uit. Frankrijk erkent dit, binnen de Franse Gemeenschap                                   |
| 1946      | Herstel Frans gezag over Indochina |
| 1946-1949 | Autonome Republiek Cochinchina (Zuid-Vietnam) |
| 1954      | De Akkoorden van Genève voorzien in een (voorlopige) opdeling van Vietnam in de Democratische Republiek Vietnam (DRV, =Noord-Vietnam) en de Staat Vietnam (=Zuid-Vietnam) |
| 1955      | De Staat Vietnam wordt de Republiek Vietnam |
| 1975      | De Republiek Vietnam wordt de Republiek Zuid-Vietnam (RZV) (communistisch)                                                                                                |
| 1976      | Hereniging van de DRV en RZV tot de Socialistische Republiek Vietnam |

## Staatshoofden van Vietnam (1926-heden)

### Keizerrijk Vietnam (1926-1945)
| Monarch | Monarch             | Regeringsperiode | Opmerking                   |
| ------- | ------------------- | ---------------- | --------------------------- |
|         | Bảo Đại (1913-1997) | juni-aug. 1945   | Sinds 1926 keizer van Annam |

### Noord-Vietnam (Democratische Republiek Vietnam) (1945-1976)
| Voorzitter van de Voorlopige Regering (1945-1946) |                                 |                              |                                      |         |        |
| Nr.                                               | Voorzitter                      | Voorzitter                   | Ambtstermijn                         | Partij  | Partij |
| 1                                                 |                                 | Hồ Chí Minh (1890-1969)      | 2 september 1945 - 29 mei 1946       | CPV     |        |
| -                                                 |                                 | Huỳnh Thúc Kháng (1876-1947) | 29 mei 1946 - 21 oktober 1946        | -       |        |
| President (1946-1976)                             |                                 |                              |                                      |         |        |
| Nr.                                               | President                       | President                    | Ambtstermijn                         | Partij  | Partij |
| 1                                                 |                                 | Hồ Chí Minh (1890-1969)      | 21 oktober 1946 - 2 september 1969   | CPV/VAP |        |
| -                                                 |                                 | Ton Duc Thang (1888-1980)    | 2 september 1969 - 23 september 1969 | VAP     |        |
| 2                                                 | 23 september 1969 - 2 juli 1976 | Ton Duc Thang (1888-1980)    |                                      | VAP     |        |

### Zuid-Vietnam (1946-1976)
| Voorlopige Presidenten (1946-1949)                                        |                                                                               |                                     |                                     |                                     |
| Staatshoofd                                                               | Staatshoofd                                                                   | Ambtstermijn                        | Ambtstermijn                        | Ambtstermijn                        |
|                                                                           | Nguyen Van Thin (1888-1946)                                                   | 1 juni 1946 - 10 november 1946      | 1 juni 1946 - 10 november 1946      | 1 juni 1946 - 10 november 1946      |
|                                                                           | Nguyen Van Xuan (1892-1989) (1x)                                              | 10 november 1946 - 6 december 1946  | 10 november 1946 - 6 december 1946  | 10 november 1946 - 6 december 1946  |
|                                                                           | Le Van Hoach (?-1978)                                                         | 6 december 1946 - 30 september 1947 | 6 december 1946 - 30 september 1947 | 6 december 1946 - 30 september 1947 |
|                                                                           | Nguyen Van Xuan (1892-1989) (2x)                                              | 1 oktober 1947 - 12 juni 1949       | 1 oktober 1947 - 12 juni 1949       | 1 oktober 1947 - 12 juni 1949       |
| Staatshoofden (1949-1955)                                                 |                                                                               |                                     |                                     |                                     |
| Staatshoofd                                                               | Staatshoofd                                                                   | Ambtstermijn                        | Partij                              | Partij                              |
|                                                                           | Bảo Đại (1913-1997)                                                           | 13 juni 1949 - 26 oktober 1955      | n/p                                 |                                     |
| Presidenten (1955-1963)                                                   |                                                                               |                                     |                                     |                                     |
| President                                                                 | President                                                                     | Ambtstermijn                        | Partij                              | Partij                              |
|                                                                           | Ngô Đình Diệm (1901-1963)                                                     | 26 oktober 1955 - 2 november 1963   | CLP                                 |                                     |
| Militaire junta (1963-1967)                                               |                                                                               |                                     |                                     |                                     |
| Staatshoofden                                                             | Staatshoofden                                                                 | Ambtstermijn                        | Partij                              | Partij                              |
|                                                                           | Duong Van Minh (1916-2001) (1x)                                               | 2 november 1963 - 16 augustus 1964  | Mil.                                |                                     |
|                                                                           | Nguyen Khanh (1927-2013)                                                      | 16 augustus 1964 - 27 augustus 1964 | Mil.                                |                                     |
| Voorlopig Leiderschapscomité Duong Van Minh Nguyen Khanh Tran Thien Khiem | Voorlopig Leiderschapscomité Duong Van Minh Nguyen Khanh Tran Thien Khiem     | 27 augustus 1964 - 8 september 1964 |                                     |                                     |
|                                                                           | Duong Van Minh (1916-2001) (2x)                                               | 8 september 1964 - 26 oktober 1964  | Mil.                                |                                     |
|                                                                           | Phan Khac Suu (1893–1970)                                                     | 26 oktober 1964 - 12 juni 1965      | Mil.                                |                                     |
|                                                                           | Nguyen Van Thieu (1923-2001) Tot 1967 voorzitter Nationaal Leiderschapscomité | 19 juni 1965 - 31 oktober 1967      | Mil.                                |                                     |
| Presidenten (1967–1975)                                                   |                                                                               |                                     |                                     |                                     |
| President                                                                 | President                                                                     | Ambtstermijn                        | Partij                              | Partij                              |
|                                                                           | Nguyen Van Thieu (1923-2001)                                                  | 31 oktober 1967 - 21 april 1975     | NSDF                                |                                     |
|                                                                           | Tran Vang Huong (1902–1982)                                                   | 21 april 1975 - 28 april 1975       | NSDF                                |                                     |
|                                                                           | Duong Van Minh (1916-2001) (3x) Interim                                       | 28 april 1975 - 30 april 1975       | Mil.                                |                                     |

#### Voorlopige Revolutionaire Regering van de Republiek Zuid-Vietnam (1969-1976)
| Voorzitter | Voorzitter                 | Ambtstermijn              | Partij | Partij |
| ---------- | -------------------------- | ------------------------- | ------ | ------ |
|            | Huynh Tan Phat (1913-1989) | 6 juni 1969 - 2 juli 1976 | NLF    |        |

### Socialistische Republiek Vietnam (1976-heden)
| Presidenten (1976-1981)                   |                           |                                    |                                       |        |        |
| Nr.                                       | President                 | President                          | Ambtstermijn                          | Partij | Partij |
| (2)                                       |                           | Ton Duc Thang (1888-1980)          | 2 juli 1976 - 30 maart 1980           | VAP    |        |
| (2)                                       | CPV (vanaf december 1976) | Ton Duc Thang (1888-1980)          | 2 juli 1976 - 30 maart 1980           |        |        |
| (2)                                       | Overleden in ambt         | Ton Duc Thang (1888-1980)          |                                       |        |        |
| -                                         |                           | Nguyen Huu Tho (1910-1996) Interim | 30 maart 1980 - 4 juli 1981           | CPV    |        |
| Voorzitters van de Staatsraad (1981-1992) |                           |                                    |                                       |        |        |
| Nr.                                       | Voorzitter                | Voorzitter                         | Ambtstermijn                          | Partij | Partij |
| 3                                         |                           | Truong Chinh (1907–1988)           | 4 juli 1981 - 18 juni 1987            | CPV    |        |
| 4                                         |                           | Võ Chí Công (1912-2011)            | 18 juni 1987 - 22 september 1992      | CPV    |        |
| Presidenten (1992-heden)                  |                           |                                    |                                       |        |        |
| Nr.                                       | Staatshoofd               | Staatshoofd                        | Ambtstermijn                          | Partij | Partij |
| 5                                         |                           | Lê Đức Anh (1920-2019)             | 23 september 1992 - 24 september 1997 | CPV    |        |
| 6                                         |                           | Trần Đức Lương (1937-2025)         | 24 september 1997 - 27 juni 2006      | CPV    |        |
| 7                                         |                           | Nguyễn Minh Triết (1948)           | 27 juni 2006 - 25 juli 2011           | CPV    |        |
| 8                                         |                           | Trương Tấn Sang (1949)             | 25 juli 2011 - 2 april 2016           | CPV    |        |
| 9                                         |                           | Trần Đại Quang (1956-2018)         | 2 april 2016 - 21 september 2018      | CPV    |        |
| 9                                         | Overleden in ambt         | Trần Đại Quang (1956-2018)         |                                       | CPV    |        |
| -                                         |                           | Đặng Thị Ngọc Thịnh (1959) Interim | 21 september 2018 - 23 oktober 2018   | CPV    |        |
| 10                                        |                           | Nguyễn Phú Trọng (1944-2024)       | 23 oktober 2018 - 5 april 2021        | CPV    |        |
| 11                                        |                           | Nguyễn Xuân Phúc (1954)            | 5 april 2021 - 18 januari 2023        | CPV    |        |
| 11                                        | Afgetreden                | Nguyễn Xuân Phúc (1954)            |                                       | CPV    |        |
| -                                         |                           | Võ Thị Ánh Xuân (1970) Interim     | 18 januari 2023 - 2 maart 2023        | CPV    |        |
| 12                                        |                           | Võ Văn Thưởng (1970)               | 2 maart 2023 - 21 maart 2024          | CPV    |        |
| -                                         |                           | Võ Thị Ánh Xuân (1970) Interim     | 21 maart 2024 - 22 mei 2024           | CPV    |        |
| 13                                        |                           | Tô Lâm (1957)                      | 22 mei 2024 - 21 oktober 2024         | CPV    |        |
| 14                                        |                           | Lương Cường (1957)                 | 21 oktober 2024 - heden               | CPV    |        |